# China Merchants Bank
La China Merchants Bank (chinois simplifié : 招商银行 ; chinois traditionnel : 招商銀行 ; pinyin : Zhāoshāng yínháng) est une importante banque de Chine. Elle est notamment présente dans la banque privée.